# マグネロボシリーズ
マグネロボシリーズは、1970年代にタカラ（現タカラトミー）がスポンサーとなって放送したマグネモ規格のロボットアニメシリーズ、およびその続編。

## 概要
マグネモとは、タカラから発売されたロボット玩具。金属（鉄系合金）製の球体関節と、それを支える、鉄板に挟まれた永久磁石によってパーツの脱着・交換ができ、なおかつ関節が可動するのが特徴である。この構造は、単体の永久磁石よりも磁力線密度を上げ、吸着力を向上させる事が出来る。この原理を応用して、初期に用いられたフェライト磁石単体の吸着力よりも安定した、強い吸引力を発現する事で商品化に成功した。パーツの交換は、球体関節の直径が合えば、他の製品（例、鋼鉄ジーグとバラタック）の同じ部位（腕と腕、足と足）のほか、腕と足の交換なども可能。
マグネモには、主要金属球ジョイントのミリメートル単位の直径を表す数字が付く（マグネモ11、マグネモ8）が、幾つかの製品には、製品に表示されている以外の直径の金属球ジョイントが用いられている部位があることがある。
「マグネロボ」の名称は、第2作『マグネロボ ガ・キーン』（1976年 - 1977年）から名付けられた呼称で、1作目の『鋼鉄ジーグ』（1975年 - 1976年） にはなかった。しかし最終的には東映動画で3作目まで製作され、さらに並行してタツノコプロで『ゴワッパー5 ゴーダム』（1976年）も製作されたため、後に『マグネロボシリーズ』という名称が付けられた。
『超人戦隊バラタック』（1977年 - 1978年）を以てシリーズは終了した。なお、2007年に製作された『鋼鉄神ジーグ』のスポンサーはバンダイで、商品はマグネロボシリーズではなく超合金魂であった。
いずれの商品も磁石を用いている点から、後年の同範疇商品の注意書きには以下の注意点が明記されている。
1. 砂鉄等の鉄片・金属片の吸着に気を付ける事。対象年齢下限（5歳）程度の子供の、玩具の取扱いはあまり丁寧ではなく、砂場等に埋めたり、ゼムクリップ等、他の鉄製品を、磁力関節部に着けたりして、色々な問題を引き起こしている。
2. 磁力線が磁気記録装置や電子機器に影響を及ぼす為に、磁石のある本体部（特に磁力関節部）や後年作商品の剥き出しの磁石そのものをこれらに近付けてはいけない。とりわけ磁気記録装置媒体（磁気テープや磁気ディスク等）や、USBメモリ等との、磁石本体や磁力関節部の直接接触は、記録データの破壊や消失等を引き起こす危険性が高い。後年の同範疇商品の場合は、部位によっては、より小型で磁力も強いネオジム磁石が用いられている為に、更にその危険性が高くなっている。

### 派生商品
マグネモのコンセプトは同社の玩具に生かされただけでなく、他社のロボット玩具にも影響を及ぼした。
タカラ
『ピコリーノの冒険』（1976年 - 1977年）
『宇宙海賊キャプテンハーロック』（1978年 - 1979年）
『ミクロマン』（タイタンシリーズ）
『マグネボーグ　マシンザウラー』（1979年）
『鉄腕アトム（アニメ第2作）』（1980年 - 1981年）
『太陽の牙ダグラム』（1981年 - 1983年）
『ミクロマン・マグネパワーズ』（1999年）
ポピー（現、バンダイ）
『超電磁ロボ コン・バトラーV』（1976年 - 1977年）
『超電磁マシーン ボルテスV』（1977年 - 1978年） - 2作とも玩具の一部に磁石を使用し、劇中の合体シーンを再現している。
バンダイ
『テツワン探偵ロボタック』（ジシャックチェンジシリーズ、1998年 - 1999年）
以上のように、1980年代、1990年代にも、マグネモに準じるジョイントを採用した玩具が発売されている。2000年代に入っても『ミクロマン200X』（マグネフォース）シリーズ（タカラトミー製品）や『ダイナマイト　アクション!』シリーズ（エヴォリューション トイ製品）等が発売されている。

## 人気と続編

### 合体ロボット鋼鉄ジーグ
本シリーズの嚆矢となった『鋼鉄ジーグ』の番組自体の人気はいま一つだったが、玩具は初回放送時から大人気で（次節にて詳述）、磁石を用いた本記事目商品以外にアオシマからも、組み換え可能なプラモデルである『合体ロボット』シリーズにリデコ製品（ガイガンダー）共々ラインナップされている。本記事シリーズを高級消費財とするなら、こちらのシリーズ商品は低級消費財に相当するアイテムであるが、こちらは磁石を用いない代わりに、合体分解状態はアニメ本編の設定・描写をほぼ再現可能で、さらにパーツ組換の種類はほぼ無限に近く、プレイバリュー的には決して低いとは言えない。

### 鋼鉄ジーグの復刻販売
本家本元のマグネロボシリーズの中でも、『鋼鉄ジーグ』は特に人気があり、売り上げは半年ほどで100万個を越え、超合金のマジンガーZをも凌ぐ大ヒットとなった。発売から（番組終了後も）数年に渡って発売しており、1998年には復刻もされている。

### 鋼鉄ジーグの続編
『鋼鉄ジーグ』は『スーパーロボット大戦シリーズ』に登場し、放送作品・玩具を知らない世代にも知られるようになった。その追い風を受けて、続編『鋼鉄神ジーグ』が2007年4月5日よりWOWOWで放送された。なお『鋼鉄神ジーグ』は“（アニメ版ではなく）月刊『テレビマガジン』に連載された漫画版の続編である”とされているが、旧作とはストーリーや設定に大きな違いや矛盾があり、実際には漫画版・TVアニメ版のどちらとも繋がっていない。
玩具の主な関節は、球状のマグネット関節となっている。タカラトミー製のマグネロボ（マグネモ）とのパーツ交換は、バンダイ版のほうがやや磁力が弱い、ジョイント径が違う、などの難点はあるが、一部換装は可能とされる。『鋼鉄神ジーグ』の玩具はマグネモユーザーや一般の玩具ユーザーの反応は低く、売れ行きは高くなかった。しかし作品自体は好評であり、『スーパーロボット大戦K』や『スパロボ学園』に登場するほどの人気ぶりを見せている。

### 他社からの同規格商品
タカラと業務提携をしていたイタリアの玩具メーカーGIG社やアメリカの玩具メーカーMego社などは同社のジーグや同規格の製品を元にした製品を「MICRONAUTS」シリーズに投入し展開していた。GIG社ではオリジナルの同規格製品「Fantanauti」も発売されていた。
シーエムズコーポレーションから、2008年9月にガ・キーンの玩具がBRAVE合金ブランドで発売された。バラタックは2010年12月に、ジーグも2011年6月に発売している。同シリーズやマグネモとの互換性があり、組み替えて遊ぶことができる。
また、アートストームから、ES合金ブランドでゴーダムが発売されている（ジョイント形状が異なるため、マグネモとの互換性はない）。
エヴォリューション トイからは2012年1月に『ダイナマイト アクション!』ブランドで「鋼鉄神ジーグ」より鋼鉄ジーグ（先代）が発売。以後、鋼鉄ジーグ（新型）や原作版鋼鉄ジーグ、パーンサロイド等が発売される。ブランド名はジーグの武器の「ダイナマイトパンチ」を彷彿とさせる。ダイナマイト アクション!はマグネモ11規格製品と完全互換性を持つ（製品構造はBRAVE合金に酷似しているが一部構造に差異が見られる）が外装への合金使用率は皆無である。また、2013年にはマグネモ8規格完全互換製品であるダイナマイト アクションS!も発売された。こちらは合金仕様のメタル・アクションが発売されている。派生商品として、マグネット関節以外はレジン製の『ダイナマイト アクションGK!』と追加パーツがレジンパーツで構成されている『ダイナマイト アクション! HYBRID』も発売。なお同社からは「スーパーロボット マッハバロン」「大空魔竜ガイキング」のようにマグネロボシリーズ以外の作品の製品もラインナップされており、「大空魔竜ガイキング」では同スケールの「大空魔竜」も発売された。

## 作品・マグネモ一覧
BRAVE合金は、マグネモ11とマグネモ8（8はガ・キーンのみ）との互換性がある。また、超合金魂鋼鉄神ジーグとダイナマイト アクション! は、マグネモ11と、ダイナマイト　アクションS!はマグネモ8との互換性がある。

### 鋼鉄ジーグ
アニメの放送は1975年から1976年。ただし、どの玩具でも股間部分の脚部接続が設定通りには再現されていない。

#### マグネモ（後のマグネモ11）
- マグネロボット鋼鉄ジーグ - マグネジョイントは5箇所（頭部、両腕、両脚）。マッハドリル付属。初期版と2期生産版以降、復刻版とでは仕様とパッケージが異なる。
- ホワイト鋼鉄ジーグ（限定版）
- ブラック鋼鉄ジーグ（限定版） - 復刻版も発売。
- クリア鋼鉄ジーグ（限定版） - 復刻版展開時に発売。カラークリア成型。
- パーンサロイド - 劇中ではジーグの両脚をまるごと収納する形で合体するが、玩具ではマグネロボットの両脚を外して合体する。復刻版ではジーグランサーと、それを持つためのナックルボンバーが付属する。
- ホワイトパーンサロイド（限定版）
- ブラックパーンサロイド（限定版）
- ビッグシューター - 劇中同様、左右のフロート部が分離可能。
- 宙のオートバイ マグネライダー - 初期版と後期版では、パッケージとライダー（前期は変身前の宙、後期はサイボーグ宙）が異なる。

- 鋼鉄ジーグ マリンスタイル - アニメ本編でのマリンパーツによる水中航行形態を再現したもの。この商品の腕脚パーツを取り外して別売りのマグネロボット鋼鉄ジーグに、もしくは逆にこの商品のジーグ本体部分をマグネロボットに換装することが可能。磁石を内蔵しておらず、厳密にはマグネモではない。

#### マグネロボミニ（後のマグネモ8）
- マグネロボミニ鋼鉄ジーグ
- スカイ鋼鉄ジーグ - 胴体はマグネロボミニ鋼鉄ジーグと互換性があるが、造型は変更されている。高速飛行形態に変形可能。
- アース鋼鉄ジーグ - 胴体はマグネロボミニ鋼鉄ジーグと互換性があるが、造型は変更されている。

#### BRAVE合金
鋼鉄ジーグ
2011年6月にシーエムズコーポレーションから発売。メタリックバージョンも7月に発売した。シーエムズ倒産後に金型を買い取ったアルカディアから『宇宙合金』として2015年に再販している。
マグネジョイント数は、胴体に5箇所、肘に2箇所、膝に2箇所、足首に2箇所、パーンサロイドに2箇所（計13箇所）。それぞれマグネモ11に相当。
ジーグ本体と武器パーツ（ジーグバズーカ、ジーグバックラー、ジーグランサー、マッハドリル）、パーンサロイドが付属。
ジーグ頭部に変形できるサイボーグ宙（旧・新）も付属し、形状重視の頭部と交換して合体することができる。
ナックルボンバー発射用の前腕ユニットが付属するが、通常の腕でも手首が発射できる。
ビッグシューター
2012年4月発売。メタリックバージョンも発売。
マグネジョイント数は、左右フロート接続部に2箇所ずつ、フロート垂直尾翼に各1箇所、本体垂直尾翼に1箇所。
内部にジーグの各パーツを収納できる。
劇中通りの分離合体が可能で、コックピット内部も再現されている。美和と宙（変身前）のフィギュアも付属。サイボーグ宙のフィギュアも搭乗可能。
オプションパーツセット（スカイパーツ、アースパーツ、マリンパーツ）
2012年8月発売。メタリックバージョンも発売。海外版のブラックバージョンも限定発売された。
各形態は差し替えなしの変形が可能。スカイパーツは背部に折りたたまれたウイングパーツを変形させることで高速飛行形態を再現。
ドリルやミサイルは発射可能。ジーグの腕部にも装着できる。
ABS製のジーグ胴体が付属。マグネジョイント数は合金版同様。

#### ダイナマイト　アクションS!
2013年2月にエヴォリューション トイから発売。
マグネジョイント数は、胴体5ヶ所、肘に2ヶ所、膝に2ヶ所、足首に2ヶ所を使用。腹部パーツも上下共にマグネジョイントで接続する。磁力球体関節はマグネモ8相当となる。
ジーグ本体の他、ジーグバズーカ・マッハドリルが付属。
同社に於ける昭和ジーグの初製品となる。
2016年8月にはダイナマイト　アクションS!メタル・アクションとして再発売される。ダイナマイト　アクションS!との違いは胸部と脚部にダイキャストを使用していることであり、プロポーションも見直されている。
ダイナマイト　アクションS!（メタル・アクション）ジーグの合体に対応したパーンサロイドも8月に発売。ジーグランサーとジーグバックラーが付属。メタル・アクションとのセットも販売される（セット版はジーグバックラーが2個付属）。

#### ダイナマイト　アクション!
2015年8月にエヴォリューション トイから発売。
ダイナマイト　アクションS!同様、マッハドリルとジーグバズーカが付属。
頭部は変形してサイボーグ宙になる。
両肩は引き出し関節となっており、手首の交換のみでナックルボンバーを再現できる。また、股関節は新機能の関節により片膝立ちが可能となっている。
パーンサロイドも同月に発売。ボーナスパーツとしてマッハドリルをジーグの背中に装着できるジョイントパーツが付属する。

### ゴワッパー5 ゴーダム
アニメの放送は1976年。

#### マグネモ11
ゴーダム - マグネジョイントの数はジーグと同様。ゴーダムドラゴンパーツとミニチュアゴワッパーマシンが付属。他のパーツは発売されていないが、ブルーバラタックのパーツがゴーダムスカイハイに似ているため、それを用いてスカイハイに似た形態にすることは可能（見立て変形）。

#### ゴワッパーマシン
それぞれミクロマンサイズのパイロットを搭乗させる事が出来る。組み換えでオリジナルのマシンを作ることも可能（マグネジョイントではなく5ミリジョイントで接続）。パイロットの顔はシールで再現。
- エイプレーン - 岬洋子が搭乗。
- ゲソマシン - 津波豪が搭乗。
- タートルタンク - 亀山大吉が搭乗。
- ヘリマリン - 小石川五右衛門が搭乗。
- ヤドカリジープ - 河口のり平が搭乗。

#### マグネモ8
- ゴーダム

#### ES合金
アートストームから発売。
ゴーダム
2010年8月発売。
デフォルメ体型。ミニゴワッパーマシンを胸、両肩、両足に収納可能。両肩のパーツは組み合わせてホーガンダーを再現できる。
ゴーダムブラストオフを劇中同様に再現。背中のロケットブースターはタイプチェンジに準じて引き出し回転が可能、頭部の一部も変形する。
ゴーダムドラゴン
2011年7月発売。
別売りのゴーダム本体内に内蔵されているマグネジョイント（マグネモのような球体ジョイントではなく、棒状のジョイント）を使用して、ゴーダムドラゴンパーツを合体させることで完成する。

#### ダイナマイト　アクション!
2016年1月にエヴォリューション トイから発売。
ゴワッパーマシンが5機付属し、ゴーダムに収納できる。両肩のパーツは組み合わせてホーガンダーを再現できる。
ゴーダムブラストオフを再現しているが、劇中再現ではなくマグネモ同様の仕様となっている。ゴーダムドラゴンとモーラーに換装可能。ロケットブースターは差し替え式。

#### ダイナマイト　アクション! HYBRID
エヴォリューション トイから発売。
- ゴーダムタイガー・ゴーダムスカイハイ - 2017年1月発売。追加パーツはレジン製。ゴーダムのボディは塗装変更しているものが2体分付属。タイガーは両肩にホーガンダーを装着可能、足裏から出現するドリルも差し替えで再現。

### マグネロボ ガ・キーン
アニメの放送は1976年から1977年。

#### マグネモ11
- マグネロボガ・キーン - マグネジョイントは7箇所（ジーグと同じ箇所と、両肩）。玩具オリジナルのカートパーツ付属。
- バリアントアンカー - マグネジョイントは2箇所（マッハウイング接続部）。ガ・キーンとの合体時には、マグネジョイントは使用しない。劇中では終盤での登場だったため、番組終了後の販促目的で後続作品『超人戦隊バラタック』の玩具との連携遊びも公式推奨された。

#### マグネモ8
- プライザー - 背部に、マグネモ11を接続できる半球状の金属パーツがあるため、マグネモ8でありながら11との互換性がある。マイティも同様。この仕様によりマグネモ11のガ・キーンの両腕と換装が可能で、劇中でのガ・キーン飛行形態に見立てることができる。また、プライザーとマイティはどちらも前腕（一の腕）は透明プラ製（管）となっている。なお玩具オリジナルギミックとして、四輪走行形態を組めるパーツが存在する。
- マイティ - プライザーと略同一のギミックを備える。なお玩具オリジナルギミックとして、二輪走行形態を組めるパーツが存在する。
- スピリット号 - プライザー格納時のコクピット形態を再現可能。また、エンゼル号と合体し、スピリットエンゼル号になる。
- エンゼル号 - マイティ格納時のコクピット形態を再現可能。前述の通り、スピリット号を合体格納して、スピリットエンゼル号になる。
- マグネロボガ・キーン

#### BRAVE合金
2008年9月にシーエムズコーポレーションから発売。アニメカラー版は同年10月に発売。海外版（マグネモカラー版）も少数ながら国内で発売されている。
マグネジョイント数は、マグネモ11がガ・キーン本体に5箇所、ジョイント箇所はジーグと同様。
マグネモ8は、プライザー、マイティがそれぞれ6箇所。バリアントアンカー2箇所、マッハウイング装着ユニット（ガ・キーンの膝と腿に接続するパーツ）2箇所、計16箇所。
劇中の武器（一部を除く）が付属。ガ・キーン本体も劇中に近い合体が可能。
マグネモ版と異なり、プライザーとマイティにマグネモ11用の金属パーツはなく、ガ・キーンとの合体時には専用のグリップパーツを介して装着する。またカッターフラッグは、本商品にて初立体化された。

#### ダイナマイトアクション
2017年9月発売。
マグネジョイント（マグネモ11）数は首、肩、股間、両膝と足首の9箇所。肩はラチェット機能を施してあるため、プライザーとマイティを装備しても十分に支えることが出来る。
プライザーとマイティ、大車輪パーツとブレーン将軍の剣が付属。プライザーとマイティにはマグネジョイントは股間2箇所（マグネモ8）、専用のジョイントで腕部に装着する。大車輪は脛の脇に取り付ける。
BRAVE合金と比べると多少太いプロポーションとなっている。BRAVE合金にあった胴体の分離ギミックはオミット。

### 超人戦隊バラタック
アニメの放送は1977年から1978年。

#### マグネモ11
- バラタック - 本体のマグネジョイント数は8箇所（頭部、両腕、両脇、両脚、腹部）で、マグネモ単体では最多。腹部にもマグネジョイントがあるため、他の商品に見られる腹部ミサイル発射ギミックは外されている。
- ブルーバラタック - 頭部・胴体パーツはバラタックと共通だが、カラーが水色に換えられている。機首は折りたたみ可能。
- ブラックバラタック - 頭部・胴体パーツはバラタックと共通。本体カラーは黒。地中走行形態に変形可能。
- グリーンバラタック - 頭部・胴体パーツはバラタックと共通。本体カラーは緑。
- パワーチャージロボバラタック - モーターライズ商品。マグネジョイント数は3箇所。マグネジョイントを介して通電し、各武器が動く仕組みになっている。マグネモ11カテゴリーだが、全体的に一回り大きいため、パーツの互換性はない。

#### マグネモ8
- バラタック
- ミニブルーバラタック
- ミニグリーンバラタック
- ミニブラックバラタック - 胴体はマグネモ8バラタックと同仕様（カラーは黒）。マグネモ11版同様、地中走行形態に変形可能。
- スーパーバラタック - ミクロマンサイズの合金モデル。

その他
- トロッター1号 - マグネジョイントだが、マグネモのような球状ではなく、普通の角型マグネットになっている。以下のマシンも同様。
- トロッター2号 - 2台セット。
- トロッター3号 - 2台セット。
- ペンタゴラスセット - トロッター1号、2号、3号のセット。

#### BRAVE合金
2010年12月にシーエムズコーポレーションから発売。メタリックバージョンは2011年1月に発売。
マグネジョイント数はマグネモ11バラタックと同様の箇所と、膝2箇所で計10箇所。それぞれマグネモ11に相当。ただし、全般的に磁力関節の保持力が弱く、特に脚部は膝を曲げるポーズが全く取れないくらいに保持力が弱い。
バラタック本体と各武器パーツ（一部を除く）、ブルー・グリーン・ブラックのタイプチェンジ用パーツが付属。胸部のカラーチェンジもパーツ交換で再現(ただし前半身のみ)。
合体可能な同スケールのペンタゴラスも付属する。

#### ダイナマイト　アクション!
2014年8月にエヴォリューション トイから発売。
マグネジョイント数はBRAVE合金同様だが、股関節や膝関節が改良されている（BRAVE合金　鋼鉄ジーグの股・膝関節と同様の形状）。肩関節のマグネジョイントは肩形状の関係上、ラチェット部分が斜めになっている。
通常装備のヤリアームとツイストアームのほかに、ナイファー・カッターブーメラン・ターボ連続ミサイルが付属。脚部のカッターフットも展開可能。
ペンタゴラスも付属するが、BRAVE合金付属のものより一回り大きく、分離出来ない仕様となっている。
BRAVE合金のパーツも装着可能だが、ラチェットのある肩部は固定が若干不安定になる。

#### ダイナマイト　アクション! HYBRID
エヴォリューション トイから発売。追加パーツはレジン製となっている。
- ブラックバラタック - 2015年11月発売。胴体は赤の部分が黒に変更されている。地中走行形態に変形可能。
- スペースバラタック - 2016年7月発売。「ロボットガールズZ」にて新たに設定された宇宙用バラタック。腕部・頭部・バックパックが変更され、本体はラベンダー色に変更されている。無彩色のペンタゴラスが付属し、バックパックに収納することが出来る（ダイナマイト　アクション!付属のペンタゴラスも収納可能）。

### 鋼鉄神ジーグ
アニメの放送は2007年。

#### 超合金魂
鋼鉄神ジーグ
2008年7月発売。マグネモ11に相当。マグネジョイント数は初代ジーグと同じだが、一部マグネモ11の金属パーツと径が合わない箇所がある。
劇中と同じパーツ分割が可能。雷鋼馬に変形できる頭部が付属し、形状重視の頭部と交換して合体することも可能。
ナックルボンバー用の前腕ユニットが付属。
マッハドリルやジーグバズーカなどの武器のほか、超合金魂の定番であるディスプレイスタンドが付属する。

#### ダイナマイト　アクション!
鋼鉄ジーグ（先代）
2012年1月発売。
本体規格と構造はBRAVE合金ジーグに酷似しているが胴体部分は磁石ではなく軸関節での接続となっている(磁力による股関節及び脚部の保持力を高める為)。基本素材はABSで亜鉛合金は使用されていないなど旧タカラ版に近い趣を持つ。マグネモ11規格の製品と完全互換性を有する。
ナックルボンバーは専用ユニットを使用して発射。発射エフェクト付属。初回生産分にはスピンストーム発射エフェクトが添付。
変形用頭部と非変形頭部が付属。変形用頭部はサイボーグに変形するが、BRAVE合金とは異なる変形方法をとっている。
スカイ・アース・マリン各パーツ同梱。マグネモ11相当パーツではマリン以外は初玩具化となる。
亜鉛合金を外装部分に使用していない為価格がBRAVE合金の約60%弱に押さえられている。
拡張パーツとしてスカイパーツ・マリンパーツの変形後デザインのものが通販限定で発売された。特にマリンパーツはソフビ製でそれ自体が水に浮くようになっている。
数量限定でクリアカラー版やブラックカラー版も発売された。特にブラックVer.は25個限定という非常に少数が販売されている。
2016年2月に付属パーツを追加されて再発売された。当時は別売りだったマッハドリルが付属し、一部仕様も変更されている。
鋼鉄ジーグ（新型）
2012年11月発売。
超合金魂ブランドで発売された鋼鉄神ジーグのダイナマイト アクション! 版。先代ジーグ同様、同規格のシリーズと完全互換性があり、同作に登場したスカイパーツ・マリンパーツ・アースパーツ・マッハドリルが同梱、スカイ・マリン・アース各パーツの装着後はビークル形態に変形できる。
雷鋼馬に変形できる頭部が付属、非変形頭部も付属する。変形用頭部はパイロットが搭乗している造形となっており、変形方法も「超合金魂」版と異なる。
同スケールのバルバが付属する「+バルバ版」も同時発売。バルバ本体にマグネジョイントはないが、アダプターパーツを介してジーグとの合体が可能となっている。
黒と金でリカラーされた「ブラックカラー版」も2013年1月に販売。なお、ブラックカラー版は+バルバ版も発売された。
新旧ジーグに対応しているジーグバズーカやマッハドリルも同年2月に発売された。

#### ダイナマイト　アクションS!
鋼鉄神ジーグ
2016年12月発売。
ダイナマイト　アクション!で発売された鋼鉄ジーグ(新型)のダイナマイト　アクションS!版。ダイナマイト　アクション!で表示されていた鋼鉄ジーグ(新型)の名称が以前の名称である『鋼鉄神ジーグ』の名称に戻されている。
マッハドリルは以前に発売されたものと同様、合体ギミックを再現。地獄ビンタ、ナックルボンバー、ジーグクラッシャー、ジーグブリーカー再現用パーツも付属する。サイズの関係上、頭部の変形ギミックは省略されている。

## アニメ制作

### スタッフ
『グレートマジンガー』の後番組『UFOロボ グレンダイザー』、および『ジーグ』が同時放映開始となる1975年10月5日放映分より、東映動画で制作体制の再編成が行われ、『グレンダイザー』を『ゲッターロボG』のスタッフが制作、押し出された『グレート』のスタッフが『ジーグ』から始まるマグネロボシリーズの制作に移動となった。詳細は「UFOロボ グレンダイザー#スタッフ」を参照。

### 放送規格
日本のテレビアニメは一般に30分枠を基準として作られるが、『ゴーダム』を除くマグネロボシリーズは26分枠でも放映できるように2つのフォーマットで作られていた。またマグネロボシリーズより以前の1972-1974年に、同じ東映動画で制作されていた『デビルマン』『ミクロイドS』『キューティーハニー』も、後述する事情により26分用のキー局（NETからのマイクロ回線による同時ネット局を含む）バージョンと、30分地域用（主にフィルムネットによる遅れ・先行放送）のローカル局バージョンが作られた。両シリーズのバージョンの作り分けはほぼ同一であるため、併せて解説する。
- オープニングのキー局バージョンは歌が1番のみ。ローカル局バージョンはもう一回（2番か3番）、もしくはサビのリピート（『ミクロイドS』）が歌われる。
- 本編はどちらも共通。
- 次回予告もキー局バージョンとローカル局バージョンでは長短異なる。キー局バージョンは15秒とかなり短いが、対するローカル局バージョンは一般の30分アニメよりかなり長く（ 『デビルマン』初期は110秒、中期以降は120秒、『ミクロイド』『ハニー』は140秒、「マグネロボシリーズ」は85秒）、傑作選や総集編のような印象になっている。なおマグネロボシリーズ全作品の次回予告に存在する「定型文句」[注 19]は、キー局・ローカル局のどちらにも使われる。
- エンディングはキー局では放映されない。ローカル局では流されたエンディングも通常の30分アニメよりかなり長く、1コーラス+サビの繰り返し（『デビルマン』初期）、もしくは1番2番+サビの繰り返し（『デビルマン』中期以降、『バラタック』は1番2番+3番のサビ）、作品によってはフルサイズ（『ミクロイド』『ジーグ』、『ガ・キーン』）が使われている。

- 『デビルマン』『ミクロイド』『ハニー』のNETテレビ・毎日放送（当時NET系列）[注 20]・瀬戸内海放送・広島ホームテレビ・九州朝日放送などの本放送時は、一本前の放送枠『人造人間キカイダー』『キカイダー01』とあわせて60分未満の時間枠とする都合上[注 21]、キー局バージョンの次回予告のみ流し、エンディングは省略されていた[注 23]。マグネロボシリーズも事情は同様である。
  - なお、1974年3月16日封切りの『東映まんがまつり』で、これらの作品の中で唯一ブローアップ版が公開された『ハニー』[14]（当時はテレビアニメの上映もプログラムに組まれていた）は、ローカル局バージョンで公開された（映画なので次回予告は無し）。そのためキー局バージョンが放送されていた地域の視聴者（公開時はまだテレビシリーズが放映中だった）は、劇場で初めて見ることとなったエンディングに驚いたという。[15]

- その後、再放送された場合にキー局バージョンとローカル局バージョンどちらを流したかは、各放送局の放送枠と都合による。オープニングがキー局バージョン、エンディングがローカル局バージョンで放送した局も存在する[要出典]が、通常30分の放送枠であることが多いため、多くの場合キー局でも全編ローカル局バージョンで流された。
- いずれの作品もDVD化された際には、両バージョンとも収録されている。
  - なお、東映ビデオから発売された『TVヒーロー主題歌全集』シリーズ（ベータ・VHS）と、リニューアル版「東映アニメ主題歌全集」シリーズ（VHS・LD・DVD）では、ベータとVHSにはローカル局バージョンのみ収録、LDとDVDではメイントラックにローカル局バージョンを収録し、キー局バージョンはボーナストラックに収録されている。
- 東映アニメーションは2023年10月現在、YouTubeで本シリーズおよび『デビルマン』『ミクロイドS』『ハニー』それぞれの第1話をローカル局バージョンで無料配信しているが、『ミクロイドS』は予告のみキー局バージョンに差し替えて配信しているほか、『ガ・キーン』に至ってはOPはキー局バージョン、EDはローカル局バージョン、予告はキー局バージョンという、特殊な組み合わせになっている。

なお東京12チャンネル（現・テレビ東京）でも、1970年代中期まで19時台後半枠が26分（→25分）だった時期があり、この間に同枠で放送されていた（再放送でない）アニメやドラマを他局が番販ネットする際に、30分形態にして放送することがあった（『ダメおやじ』や『闘え!ドラゴン』など）。